# Brandsville (Misuri)
Brandsville es una ciudad ubicada en el condado de Howell en el estado estadounidense de Misuri. En el Censo de 2010 tenía una población de 161 habitantes y una densidad poblacional de 119,09 personas por km².

## Geografía
Brandsville se encuentra ubicada en las coordenadas 36°39′3″N 91°41′47″O / 36.65083, -91.69639. Según la Oficina del Censo de los Estados Unidos, Brandsville tiene una superficie total de 1.35 km², de la cual 1.35 km² corresponden a tierra firme y (0%) 0 km² es agua.

## Demografía
Según el censo de 2010, había 161 personas residiendo en Brandsville. La densidad de población era de 119,09 hab./km². De los 161 habitantes, Brandsville estaba compuesto por el 89.44% blancos, el 0% eran afroamericanos, el 0.62% eran amerindios, el 0% eran asiáticos, el 0% eran isleños del Pacífico, el 8.7% eran de otras razas y el 1.24% pertenecían a dos o más razas. Del total de la población el 12.42% eran hispanos o latinos de cualquier raza.